# Johann Luzi Gugelberg von Moos

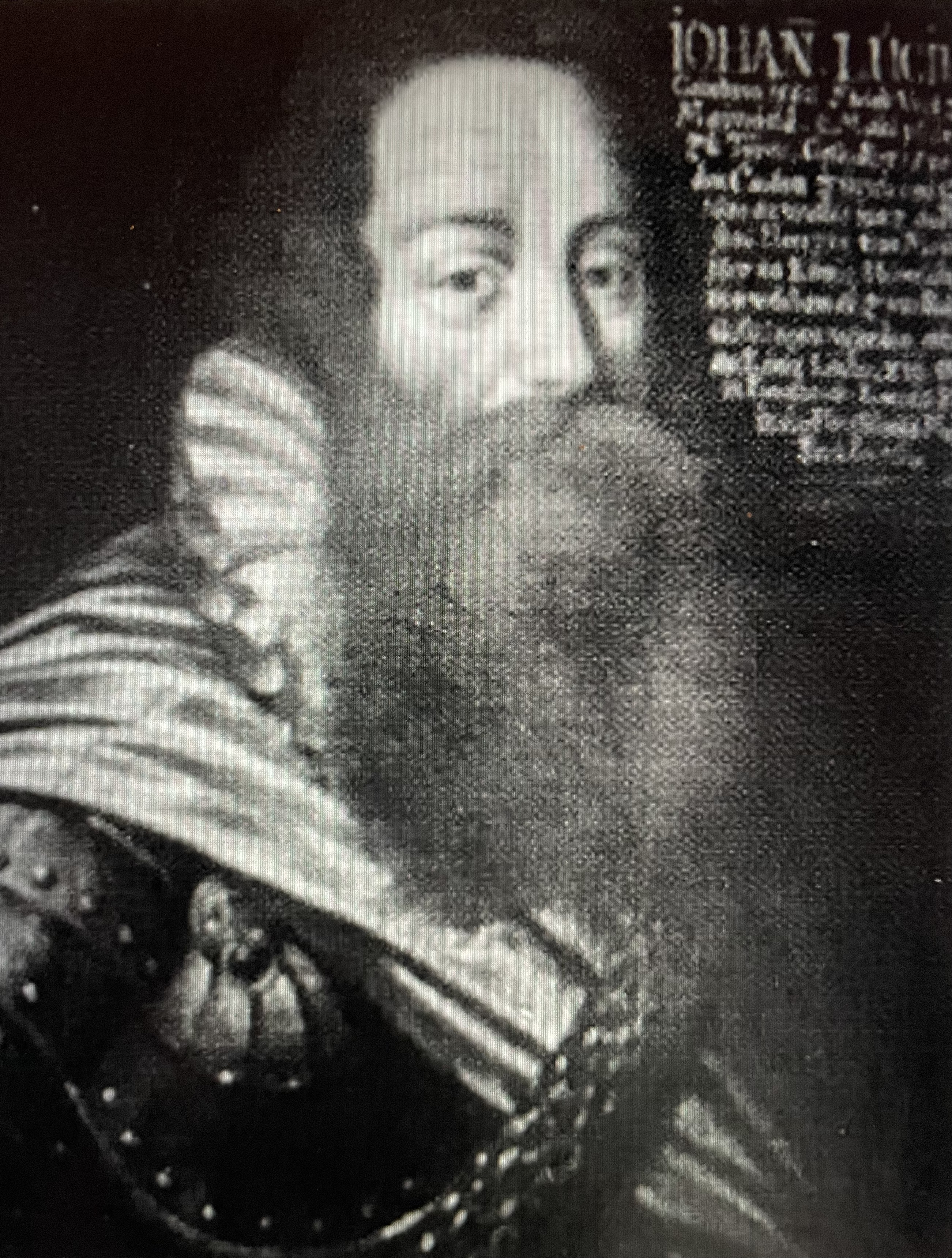
Gemälde Johann Luzi Gugelberg von Moos, auch "Ritter Rotbart oder Goldbart" genannt aufgrund seines rötlichen Bartes

Johann Luzi Gugelberg von Moos, auch Hans Gugelberg von Moos (* 1. Januar 1562 in Maienfeld, Kanton Graubünden; † 24. Dezember 1616 ebenda), war ein Schweizer Hauptmann, Politiker und Stadtvogt von Maienfeld.

## Familie
Gugelbergs Grossvater war der Hauptmann in französischen Diensten und Landvogt Hans († 1554). Sein Sohn war Luzius (* 1540). Dieser wuchs mit seinem Bruder Ambrosius (* 1546) im «Gugelberghaus» am Rheintörli in Maienfeld auf. Ambrosius heiratete Violanda, geborene von Salis, und war der Begründer der Malanser Gugelberglinie, die im 17. Jahrhundert erlosch. Er war der Besitzer des Schlosses Bothmar in Malans.
Luzius war Stadtvogt von Maienfeld, Hauptmann in Frankreich und 1559 Podestat zu Morbegno. Zudem gehörte er einer Gesellschaft der Drei Bünde an dem Hof Karls IX. von Frankreich an. Er war mit Lukretia, geborene von Herrliberg, verheiratet. Hans Luzi war ihr einziger Sohn. Als Luzius Frau starb, heiratete er die aus Zürich stammende Regula, geborene Rahn. Die Ehe blieb kinderlos. Als die zweite Frau starb, heiratete Luzius Gugelberg Violanda von Salis-Soglio, Tochter des Gubert, Veltliner Landeshauptmann, geborene von Salis. Sie war die Witwe des Gregor Carl von Hohenbalken († 1577), Sohn des Churer Bürgermeisters Hans Carl von Hohenbalken, und der Margareta Metzler (Schwester des Bischofs von Konstanz, Christoph Metzler). Als Luzius nach Chur reiten wollte, um dort Freunde und Verwandte zur Feier seiner Vermählung einzuladen, stürzte er bei der Überquerung der Landquart vom Pferd und blieb im Steigbügel hängen. In der Folge ertrank Gugelberg.

## Leben und Werk
Johann Luzi Gugelberg wurde von seinen Eltern zur Ausbildung nach Zürich, später nach Italien geschickt. Zusammen mit Johannes Guler von Wyneck und Vespasien von Salis übte er sich beim Grafen von Montfort in Tettnang in ritterlichen Übungen.
Gugelberg wurde 1585 zum Podestat von Tirano gewählt und von 1589 bis 1597 amtete er als Stadtvogt in Maienfeld. 1592 wurde er vom Landeshauptmann Herkules von Salis-Grüsch (1566–1620) nach Tirano gerufen. Das Podestat in Tirano hatte Gugelberg in der Folge 1597 und 1599 inne und wurde von der Veltliner Bevölkerung verehrt.
Gugelberg war mehrmals Gesandter im Namen der Drei Bünde. Als Hauptmann trat er in das Schweizerregiment seines Verwandten, des Obersten Gallati aus Glarus, ein und diente in der Armee von König Heinrich IV. Gugelberg wurde 1607 zum Ritter geschlagen. Zudem vermehrte der König das Wappen von Gugelberg mit der königlich französischen Lilie. Als der König 1610 ermordet wurde, kehrte Gugelberg in die Heimat zurück. 1614 diente er Ludwig XIII. und kehrte wie viele andere Soldaten schwer erkrankt zurück. Das letzte Mal hielt sich Gugelberg 1616 in Frankreich auf.
Gugelberg heiratete 1586 Maria, geborene Kessler. Sie war die Tochter des Vogts auf Freudenberg bei Ragaz, Wernhard Kessler. Mit ihr hatte er zwei Töchter. Die eine Tochter, Lucretia, erbte später das väterliche Anwesen in Maienfeld. Sie war die Schwiegertochter des Johannes Guler von Wyneck. Als Gugelbergs Frau Maria 1598 im Veltlin starb, heiratete er Ursula, geborene von Menhardt. Sie war die Tochter des Heinrich, Seckelmeisters aus Chur.
Gugelberg liess sich nordöstlich von Maienfeld das «Pahlengut» mit zwei Wohnhäusern bauen. Er verstarb in seinem Haus am «Rheintörli» und wurde in der ehemaligen Gruft der Freiherren von Bandis unter dem Chor der St. Amanduskirche bestattet. Seine Frau heiratete 1626 Andreas von Brügger. Die Nachkommen von Gugelberg lebten auf Schloss Salenegg.